# Província de Bríndisi
La província de Bríndisi  és una província que forma part de la regió de la Pulla a Itàlia. La seva capital és Bríndisi.
Limita pel nord-est amb el mar Adriàtic, al nord amb la ciutat metropolitana de Bari, a l'oest amb la província de Tàrent i sud-est amb la província de Lecce.
Té una àrea de 1.861,12 km², i una població total de 397.524 hab. (2016). Hi ha 20 municipis a la província.